# &・U
『＆・U 』（アンド　ユー）は、La'cryma Christiの4枚目のアルバム。

## 解説
プロデュースはLa'cryma Christiと明石昌夫。編曲にも明石昌夫が参加している（「LIFE」「カメレオン」を除く）。2010年1月1日にSWEET-HEART-RECORDより再発。

## 収録曲
1. Your song (作詞:HIRO,TAKA 作曲:LEVIN,HIRO)
2. Sister mon amour (作詞:SHUSE,TAKA 作曲:SHUSE)
3. 情熱の風 (作詞:TAKA 作曲:HIRO)
12枚目のシングル曲。『京都迷宮案内』第4シリーズ主題歌。
4. PRIDE (作詞:TAKA 作曲:KOJI)
5. JUMP!!(&・U STYLE) (作詞:SHUSE,TAKA 作曲:SHUSE)
11枚目のシングル曲。アルバムバージョン。
6. ASH (作詞:SHUSE,TAKA 作曲:SHUSE)
7. カメレオン (作詞:TAKA 作曲:HIRO)
前曲から間を置かずに始まる。間奏の最後に女性の悲鳴に似たような音が聞こえてくる。
8. LIFE (作詞:TAKA 作曲:HIRO)
10枚目のシングル曲。
9. my generation (作詞:SHUSE 作曲:SHUSE)
10. SCREAMING (作詞:TAKA,HIRO 作曲:HIRO)
11. Heart & Soul (作詞:SHUSE,TAKA 作曲:SHUSE)